# Gadila zonata
Gadila zonata is een Scaphopodasoort uit de familie van de Gadilidae. De wetenschappelijke naam van de soort is voor het eerst geldig gepubliceerd in 1906 door Boissevain.